# Plecia atroilla
Plecia atroilla är en tvåvingeart som beskrevs av Yang och Chen 2002. Plecia atroilla ingår i släktet Plecia och familjen hårmyggor. Inga underarter finns listade i Catalogue of Life.